# Inagua (distrikt)
Inagua är ett distrikt i Bahamas. Det ligger i den sydöstra delen av landet, 600 km sydost om huvudstaden Nassau. Inagua ligger på ön Great Inagua Island och Little Inagua Island ligger i distriktet.
Matthew Town är ett samhälle och flygplatsen är Inagua Airport.